# Psilochorus utahensis
Psilochorus utahensis är en spindelart som beskrevs av Chamberlin 1919. Psilochorus utahensis ingår i släktet Psilochorus och familjen dallerspindlar. Inga underarter finns listade i Catalogue of Life.